# Astrahanka, Melitopol
Astrahanka (în ucraineană Астраханка) este localitatea de reședință a comunei Astrahanka din raionul Melitopol, regiunea Zaporijjea, Ucraina.

## Demografie
Componența lingvistică a localității Astrahanka
     Rusă (87,24%)
     Ucraineană (12,1%)
     Alte limbi (0,16%)
Conform recensământului din 2001, majoritatea populației localității Astrahanka era vorbitoare de rusă (87,24%), existând în minoritate și vorbitori de ucraineană (12,1%).